# 젊은이의 태양
젊은이의 태양은 1969년 공개된 대한민국의 영화이다.

## 배역
- 신성일
- 남정임
- 최남현
- 한은진
- 허장강
- 도금봉
- 이대엽
- 김희준
- 장훈
- 최삼
- 김웅
- 조덕성
- 지방열
- 임해림
- 윤일주
- 박광진
- 나일
- 임성포
- 황인철
- 주일몽
- 이예성
- 박병기
- 권오상